# Cerni Vrăh, Montana
Cerni Vrăh (în bulgară Черни Връх) este un sat în comuna Vălcedrăm, regiunea Montana,  Bulgaria. 

## Demografie
Componența etnică a satului Cerni Vrăh
     Bulgari (82,05%)
     Romi (16,76%)
     Nicio identificare (0,59%)
     Altele (0,59%)
La recensământul din 2011, populația satului Cerni Vrăh era de 507 locuitori. Din punct de vedere etnic, majoritatea locuitorilor (82,05%) erau bulgari, cu o minoritate de romi (16,76%). Pentru 0,59% din locuitori nu este cunoscută apartenența etnică.